# Valdonega (Werona)
Valdonega – dzielnica Werony znajdująca się w drugim obszarze miejskim. Dzielnica liczy 3662 mieszkańców. W Valdonega znajdowały się pozostałości willi rzymskiej, odkryte w 1957 podczas budowy domu mieszkalnego.